# Кобилка калоптеновидна
Кобилка калоптеновидна (Paracaloptenus caloptenoides) — вид прямокрилих комах з родини саранових (Acrididae).

## Поширення
Вид поширений в Південно-Східній Європі від Центральної Греції до Східної Австрії (лише надзвичайно рідко та локально) та Словаччини. Зі сходу ареал виду обмежений Чорним морем. Населяє кам'янисті або піщані, сухі місця проживання (схили, галявини тощо) на середньо-високих висотах, переважно між 800 і 1600 м над рівнем моря (іноді нижче).